# Chrystus świętego Jana od Krzyża
Chrystus świętego Jana od Krzyża (hiszp. Cristo de San Juan de la Cruz) – obraz Salvadora Dalí z 1951.

## Opis
Przedstawia Jezusa Chrystusa na krzyżu, unoszącym się na ciemnym niebie ponad zatoką w Port Lligat, przy brzegu której znajduje się łódź i stojące obok niej dwie postacie. Jedna z nich została zaczerpnięta z obrazu Le Naina, druga pochodzi ze szkicu Diego Velázqueza do obrazu „Poddanie Bredy”. Pomimo że scena przedstawia ukrzyżowanie, jest pozbawiona gwoździ, krwi, korony cierniowej. Postać Chrystusa jest oparta na trójkącie, sformowanym przez jego ramiona oraz kole, którym jest jego głowa. Podobny wizerunek Chrystusa artysta namalował później na obrazie „Odkrycie Ameryki przez Krzysztofa Kolumba”.

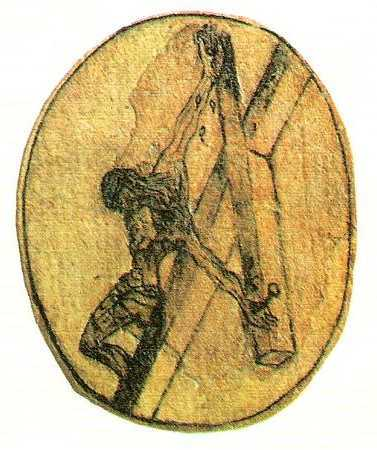
Szkic ukrzyżowania św. Jana od Krzyża, którym zainspirował się Dalí.

## Inspiracja
W 1950 Dalí, jak twierdził, miał kosmiczny sen, w którym ukazało mu się jądro atomu o kształcie trójkąta z kołem, które uznał za metafizyczną reprezentację unifikacji Wszechświata, czyli Chrystusa. Malując jego wizerunek, Dalí zainspirował się szkicem św. Jana od Krzyża, który powstał jako zapis wizji zakonnika, ukazującej, jak ukrzyżowanego Chrystusa widziałby z nieba Bóg. Dalí zatrudnił kaskadera z Hollywood, Russella Saundersa, którego podwieszone na linach ciało zostało sfotografowane pod różnym kątem, a fotografie posłużyły Dalemu za model ciała Chrystusa.

## Historia
Obraz wraz z prawami własności intelektualnej został przekazany w latach pięćdziesiątych XX wieku radzie miejskiej Glasgow przez Toma Honeymana, wówczas dyrektora Glasgow Museums. Honeyman zakupił dzieło za kwotę 8200 £, sporo poniżej ceny katalogowej 12 tys. £. Z tytułu dysponowania prawami własności intelektualnej wydatek ten zwrócił się wielokrotnie.
Zakup wzbudził wiele kontrowersji. Studenci Glasgow School of Art wystosowali petycję do rady miejskiej, argumentując, że pieniądze powinny raczej zostać wydane na wystawy prac artystów lokalnych. Te kontrowersje spowodowały, że Honeyman i Dalí zostali przyjaciółmi, korespondującymi ze sobą przez wiele lat po sfinalizowaniu transakcji.
Obraz został po raz pierwszy wystawiony 23 czerwca 1952 w miejskim Kelvingrove Art Gallery and Museum. W 1961 jeden z odwiedzających zaatakował go kamieniem i rozerwał jego płótno rękami. Został w ciągu kilkunastu miesięcy pomyślnie odrestaurowany przez konserwatorów muzeum i ponownie wystawiony dla publiczności. W 1993 obraz został przeniesiony do miejskiego muzeum St Mungo Museum of Religious Life and Art, ale powrócił do muzeum Kelvingrove na jego powtórne otwarcie w lipcu 2006. W ankiecie, przeprowadzonej w 2006, został wybrany najpopularniejszym obrazem w Szkocji - oddano na niego 29% wszystkich głosów.

## Recepcja krytyczna
Obraz ustawicznie wzbudzał kontrowersje. W czasie gdy Honeyman finalizował transakcję, krytycy z Gallery of Modern Art twierdzili, że tak tradycyjne dzieło jest wybrykiem (ang. stunt) artysty, znanego do tej pory ze swoich surrealistycznych dzieł. W 2009 Jonathan Jones, krytyk The Guardian, opisał go jako „kiczowaty i upiorny” (ang. „kitsch and lurid”) ale zaznaczając, że obraz był „niezależnie od tego, czy nam się podoba, czy nie [jest to] prawdopodobnie najbardziej znana wizja ukrzyżowania namalowana w XX wieku” (ang. „for better or worse, probably the most enduring vision of the crucifixion painted in the 20th century”).
W BBC Radio 4 poeta John Cooper Clarke opisał obraz jako będący całkowicie odmiennym od każdego innego wizerunku ukrzyżowania, gdyż kąt widzenia opisuje zawieszony ból tej metody egzekucji, jednocześnie ukrywając pospolicie oklepane (ang. ordinarily clichéd) wyrazy twarzy, zazwyczaj widniejące na takich obrazach.

## Oferta Hiszpanii
Rząd hiszpański zaoferował za dzieło 80 milionów funtów, ale oferta została odrzucona.